# InnText
InnText-Innsbrucker Kleinverlagsmesse ist eine Aussteller- und Verkaufsmesse in der Landeshauptstadt von Tirol, Österreich. Erstmals wurde sie 2004 von Christian „Yeti“ Beirer, Ekkehard Hey-Ehrl und Günter Vallaster veranstaltet und findet seitdem alle zwei Jahre unter Teilnahme verschiedener Klein- und mittelgroßer Verlage aus dem ganzen deutschsprachigen Raum statt.
Auf den bisherigen Messeorten Huttersaal und Kulturgasthaus Bierstindl stellten an den verlängerten Wochenenden unter anderem bereits die Verlage Haymon Verlag (A), Skarabäus (A), Kyrene (A), Bibliothek der Provinz (A) und die Edition Korrespondenzen (A), Edition Thanhäuser (A), Katzengraben (D), Urs Engeler (CH) sowie Orange Press (D), Parasitenpresse (D) und Luftschacht (A) aus.
Ziel der drei Messeveranstalter der InnText 2006 (Claudia Moser, Yeti Beirer und Martin Kolozs) ist es, vor allem ein Forum für den Austausch unter den Verlagen zu bieten, sowie den interessierten Messebesuchern einen profunden Eindruck der Verlagsarbeit zu geben.

## Presse
- Kronen Zeitung: Neben marktorientierten Kleinverlagen stellten einige bibliophile Verlage ihr Programmspektrum vor, das sich vor allem durch die aufwändige Verarbeitung, den Gebrauch seltener Typographien und Handdruck auszeichnet.
- Kurier: Eine Plattform zur Vernetzung und Kommunikation bot die Innsbrucker Kleinverlagsmesse InnText im Kulturgasthaus Bierstindl. Verlage aus Deutschland, der Schweiz und Österreich präsentieren ihre Autoren mit ihren Neuerscheinungen und bekamen die Gelegenheit sich mit Besuchern und untereinander auszutauschen.